# Amphicnemis bonita
Amphicnemis bonita là một loài chuồn chuồn kim trong họ Coenagrionidae.
Amphicnemis bonita được miêu tả khoa học năm 1939 bởi Needham & Gyger.